# Membres de l'Ordre national du Québec, par ordre alphabétique Z
L'article contient une liste des membres de l'Ordre national du Québec. En 2011, il y a 810 personnes en tout qui font partie de cet ordre.
| \| Listes des membres de l'Ordre national du Québec \|            |
| A B C D E F G H I J K L M N O P Q R S T U V W X Y Z Non canadiens |
| Listes des membres de l'Ordre national du Québec                  |

| Nom          | Grade     | Année | Occupation                         |
| Paul Zumthor | Chevalier | 1992  | médiéviste de la fin du XXe siècle |